# Tears...for truth 〜true tearsイメージソング集〜
『Tears...for truth 〜true tearsイメージソング集〜』（ティアーズ フォー トゥルース トゥルー ティアーズ イメージソングしゅう）は、2008年4月16日にLantisから発売されたコンピレーション・アルバム。

## 概要
2008年1月から3月に放送されたテレビアニメ『true tears』のイメージソングアルバムである。オープニング・エンディングテーマをそれぞれ担当したeufonius、結城アイラを含む7組のアーティストと、アニメで石動乃絵を演じた声優の高垣彩陽が参加している。
各曲にはテーマとなるフレーズが付けられている。
ジャケットにはハーモニー処理を施された石動乃絵、湯浅比呂美、安藤愛子のイラストが描かれている。裏表紙は同じイラストのモノクロ版である。

## 収録曲
1. そのままの僕で
歌：eufonius
作詞：riya、作曲・編曲：菊地創
テーマは｛本当の僕を見せたいから｝。アニメ第10話で挿入歌として用いられた。
2. No reason?
歌：結城アイラ
作詞：畑亜貴、作曲・編曲：末廣健一郎
テーマは｛あの頃のなかへ戻って、懐かしさを抱きしめたい｝。湯浅比呂美のイメージソング。
3. 宝箱
歌：アツミサオリ
作詞・作曲：アツミサオリ、編曲：有永浩二
テーマは｛宝箱にはひとつだけ、僕の気持ちが入っている｝。仲上眞一郎のイメージソング。
4. 空回りのエアメール
歌：kukui
作詞：霜月はるか、作曲・編曲：myu
テーマは｛すれ違うふたりの距離はまるで違う国みたい｝。安藤愛子のイメージソング。
5. new days
歌：伊藤真澄
作詞：riya、作曲・編曲：伊藤真澄
テーマは｛夢見ること 失うこと 何もかも同じに知って行く｝。
6. Angel on tree
歌：eufonius
作詞：riya、作曲・編曲：菊地創
テーマは｛大空を目指している誇り高き横顔は｝。石動乃絵のイメージソング。
7. 透明な羽根で
歌：石動乃絵（高垣彩陽）
作詞・作曲：rino、編曲：ぺーじゅん
テーマは｛誰かを思う強さで明日はきっと輝くよね｝。
8. true love song
歌：yozuca*
作詞・作曲：yozuca*、編曲：東タカゴー
テーマは｛笑い合えるこの瞬間があれば、もう何もいらないよ｝。
9. harmonia
歌：Rita）
作詞・作曲・編曲：iyuna
テーマは｛果てない光の その先へ｝。
10. アブラムシの唄
歌：石動乃絵（高垣彩陽）
作詞：岡田麿里・菊地創、作曲・編曲：菊地創
テーマは｛すぐそこにアブラムシ 〜乃絵の好きな歌〜｝。作中で乃絵が口ずさんでいた歌。